# والتر هامادي

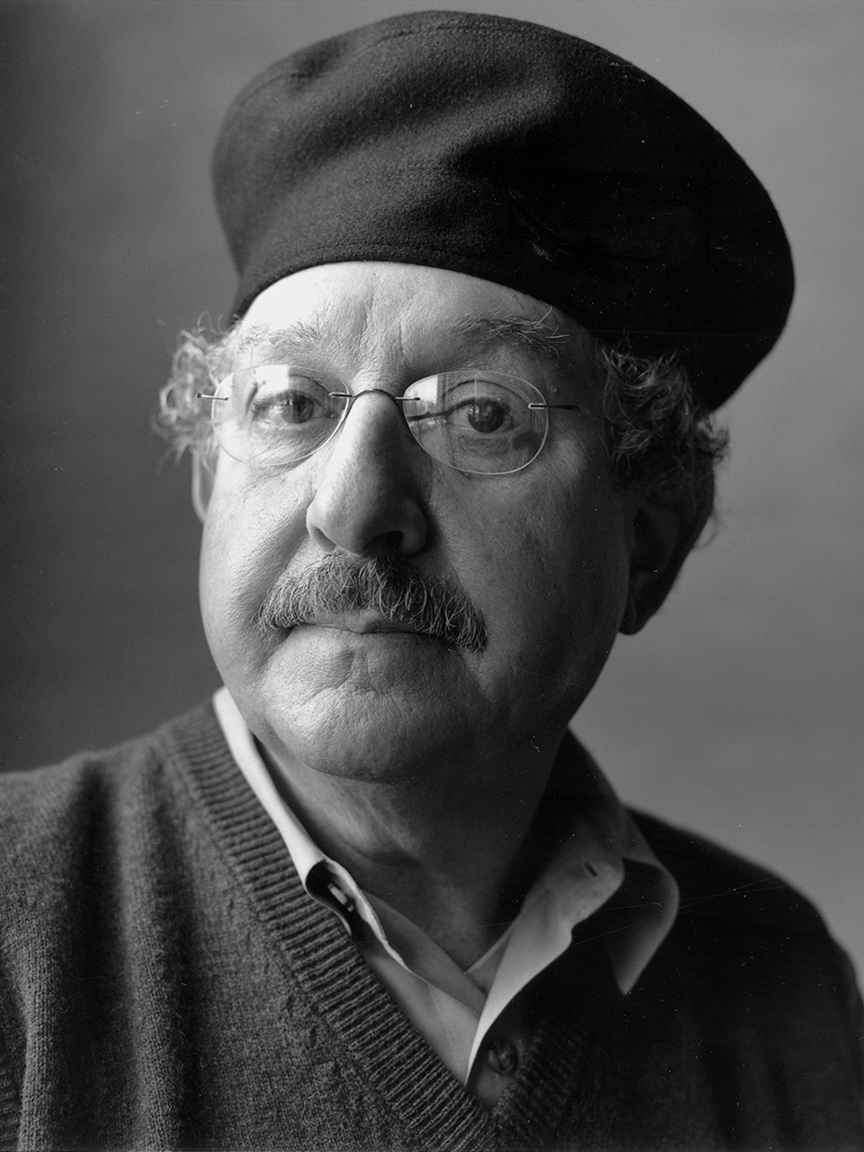
والتر إس إتش حمادي، 2004

والتر صموئيل حاتوم حمادي (13 سبتمبر 1940 - 13 سبتمبر 2019) كان فنان أمريكي ومصمم كتب وصانع ورق وشاعر ومعلم. يُعرف بشكل خاص بجهوده المبتكرة في الطباعة البارزة، وتجليد الكتب، وصناعة الورق. في منتصف الستينيات، أسس شركة برس بيريشابل المحدودة ومصنع شادويل للورق، وسرعان ما انضم إلى هيئة التدريس في جامعة ويسكونسن ماديسون، حيث قام بالتدريس لأكثر من ثلاثين عامًا.

## السنوات الأولى
من ناحية والده، ينحدر حمادي من المهاجرين الدروز اللبنانيين الذين أسسوا سلسلة متاجر بقالة بارزة في فلينت بولاية ميشيغان. كانت والدته طبيبة ولدت في ولاية آيوا (طبيبة أطفال، ثم طبيبة نفسية). انهار زواج والديه خلال طفولة حمادي، مما أدى إلى تربيته على يد والدته، بدعم من جده لأبيه ( جده الحبيب)، رالف حاتوم حمادي، الذي وصفه حمادي بأنه "رجل رائع [من بعقلين، لبنان] جاء إلى أمريكا كمراهق في عام 1907".
بعد المدرسة الثانوية، درس حمادي الفن في جامعة ولاية وين في ديترويت، ميشيغان (بكالوريوس الفنون الجميلة 1964)، وفي أكاديمية كرانبروك للفنون القريبة (ماجستير الفنون الجميلة 1966). بينما كان لا يزال طالبًا جامعيًا، وبالتزامن مع زيارة لأقاربه في آيوا سيتي، آيوا، تم تقديمه إلى فنان الكتاب هاري دنكان، الذي كان مدرسًا في ذلك الوقت في جامعة آيوا (آيوا سيتي)، ومساهمًا مهمًا في إحياء الاهتمام بالطباعة البارزة. خلال تلك الزيارة، رأى حمادي لأول مرة كتابًا مطبوعًا يدويًا بشكل جيد، وفقًا لتقاليد مطبعة كيلمسكوت لويليام موريس، وحركة الصحافة الخاصة. وبعد فترة وجيزة، في ديترويت عام 1964، بينما كان لا يزال طالباً جامعياً، أسس مطبعته الخاصة، والتي أطلق عليها اسم الصحافة القابلة المحدودة. وبعد ذلك، بصفته طالب دراسات عليا في كرانبروك، أسس مصنع شادويل للورق، الذي ساهم من خلاله في الاستخدام التجريبي للورق المصنوع يدويًا.

## تدريس
وفي عام 1966، أصبح حمادي عضوًا في هيئة تدريس الفنون في جامعة ويسكونسن، ماديسون، حيث قام لمدة تزيد عن ثلاثين عامًا بتدريس صناعة الورق، والطباعة البارزة، وتجليد الكتب. باستخدام الاسم التجاري شركة برس بيريشابل المحدودة، قام بتصميم وطباعة 131 كتابًا بطبعة محدودة من قبل كتاب مشهورين مثل بول بلاكبيرن، روبرت كريلي، روبرت دنكان ( شعراء بلاك ماونتن )، لورين إيسلي، لورانس فيرلينجيتي، كينيث برنارد، كلارنس ميجور، ألين جينسبيرج، دينيس ليفرتوف، دبليو إس ميرفين، هوارد نيمروف، توبي أولسون، ريتشارد وايلي، جويل أوبنهايمر، ريف ليندبيرج، جوناثان ويليامز، ويليام ستافورد، بوبي بيرد وبول أوستر. وفي هذه العملية، تعاون أيضًا مع عدد من الفنانين التشكيليين (الذين قاموا بتوضيح كتبه)، ومن بينهم جون وايلد، وهنريك دريشر، وديفيد ماكليمانز، وجيم لي، وبيتر سيس، ومارجريت صنداي، ولين هول، وجاك بيل. في حين أنه يحظى بالإعجاب بسبب كتبه الفنية، فإنه يحظى بالإعجاب على نحو مماثل أو حتى على نطاق أوسع بسبب إنجازاته كمدرس.

## جابرجابس
كثيراً ما يُعترف بأن كتب حمادي الفنية قد ازدادت تميزاً منذ عام 1973، عندما شرع في سلسلة غريبة أطلق عليها اسم "غابرجابس التي لا تنتهي". في هذه الكتب المفعمة بالعاطفة، والتي تكاد لا تنتهي، والتي تُجمع الآن على نطاق واسع، استخدم حمادي بشكل غريب وساخر استراتيجيات سريالية مُقلقة مثل التداعي الحر، والصور المُكتشفة، والتجاور الجذري للإعلانات العابرة. طوال هذه السلسلة (التي تضم ثمانية كتب "غابرجابس")، يسخر حمادي من كل شيء تقريباً، بما في ذلك جديته الفنية، وتعالي من يدّعون أنهم علماء، والافتراض السائد الذي لا جدال فيه بأن تخطيط الصفحات التقليدي، وخاصة الطباعة، يخضع لقواعد ثابتة.

## الكولاج والتجميع
طوال معظم حياته المهنية، كان حمادي أيضًا فنانًا للكولاج. على الرغم من استخدامه المتكرر للرسم والتصوير الفوتوغرافي في توضيح كتبه، إلا أن مشاركته في فن الكولاج قد نمت لتشمل بناء مجموعات على شكل صناديق من الحروف المعدنية، وصور معدلة، وشظايا من مواد أخرى من تاريخ الطباعة.

## المجموعات
وتوجد كتب حمادي المصنوعة يدويا وأعماله الأخرى ضمن مجموعات العديد من المكتبات والمتاحف ومراكز الفنون في الولايات المتحدة ودول أخرى. وتشمل هذه، على سبيل المثال لا الحصر، المتحف البريطاني، وجامعة هارفارد، ومكتبة نيوبيري، وجامعة أكسفورد، وجامعة ييل، ومعهد كليفلاند للفنون، وجامعة شمال إلينوي، ومركز جيتي، ونادي جرولير (نيويورك)، ومكتبة لينين (موسكو)، ومكتبة الكونجرس، ومعهد مينيابوليس للفنون، والمكتبة الملكية (ستوكهولم، السويد)، وجامعة ستوني بروك، ومركز ووكر للفنون، ومتحف ويتني للفن الأمريكي، ومتحف فيكتوريا وألبرت.

## الجوائز
على مر السنين، حصل حمادي على العديد من الجوائز تقديراً لعمله. في ثلاث عشرة مناسبة (وفي حالة واحدة، مرتين في عام واحد)، اختيرت كتبه من قبل المعهد الأمريكي للفنون الرسومية (AIGA) لمعرضهم السنوي المسمى خمسون كتابًا لهذا العام. حصل على زمالة مؤسسة جون سيمون جوجنهايم التذكارية في عام 1969، وحصل على ثلاث منح بحثية للفنانين من الصندوق الوطني للفنون، وفي عام 2006، انتُخب لعضوية كلية زملاء المجلس الأمريكي للحرف اليدوية. في عام 2004، تم اختياره من قبل مجلة التصميم الدولي كواحد من أفضل خمسين مصممًا في الولايات المتحدة.

## منشورات مختارة
- حمادي، و. جابرجابس التي لا تنتهي (ماونت حوريب، ويسكونسن، 1973). حمادي، و. الاحتماء في ويسكونسن: هراء آخر لا ينتهي (ماونت حوريب، ويسكونسن، 1974).  حمادي، و. تصغير هيليكس/جابرجاب رقم 3 (ماونت حوريب، ويسكونسن، 1974).  حمادي، و. جابرجاب التي لا تنتهي، المجلد الأول (و) العدد الرابع (ماونت حوريب، ويسكونسن، 1975).  حمادي، و. للمرة المائة، جابرجاب رقم خمسة (ماونت حوريب، ويسكونسن، 1981).  حمادي، و. صناعة الورق يدويًا: صناعة الورق يدويًا، كتابٌ مليءٌ بالشكوك (ماونت حوريب، ويسكونسن، 1982).  حمادي، و. ما بعد الحداثة الجديدة أو "ديزر راسين" ليس هونديكلو أو غابرجاب رقم 6 (ماونت حوريب، ويسكونسن، 1988).  حمادي، و. وجون وايلد، 1985: الأشهر الاثني عشر: تعاون (ماونت حوريب، ويسكونسن: دار نشر بيريشابل المحدودة، 1992).  حمادي، و. هانكرينج، "آخر غابرجاب" (ماونت حوريب، ويسكونسن، 2006).  حمادي، و. خط زمني من نوع ما (ماونت حوريب، ويسكونسن، 2011).

## روابط خارجية
- قائمة كاملة بالكتب المطبوعة من شركة شركة برس بيريشابل المحدودة Limited منذ عام 1964
- مجموعة شركة برس بيريشابل المحدودة Limited في جامعة ستوني بروك